# الحمل الآخر (فلم 2019)
الحمل الآخر (بالإنجليزية: The Other Lamb) فيلم رعب لعام 2019 من إخراج مالجورزاتا سزوموسكا، وكتبه سي. اس. ماكمولين، تمثيل رافي كاسيدي وميشيل هويسمان ودينيس غوف.

## طاقم التمثيل
- رافي كاسيدي: في دور سلاه
- مكيل هاوسمان: في دور شيبرد
- دينيس غوف: في دور سارة
- كيلي كامبل: في دور هانا
- حواء كونولي: في دور أدرييل
- إيزابيل كونولي: في دور إلويز

## ملخص أحداث الفيلم
يروي الفيلم قصة الفتاة المراهقة سلا (رافي كاسيدي) التي ولدت في طائفة وانقطعت عن المجتمع الحديث. تعيش مع فرقة من النساء الشابات المنعزلات بالمثل في بلدة غابات نائية يرأسها رجل يدعى شيبرد (ميشيل هويسمان)، وهو شخصية مسيطرة. عندما يهز عالمها المنعزل سلسلة من الرؤى الكابوسية والإيحاءات المزعجة، تبدأ سلاه في التساؤل عن كل شيء في وجودها، بما في ذلك ولائها للراعي الخطير بشكل متزايد.

## الإنتاج والإصدار
تم الإعلان في فبراير 2019، عن انضمام رافي كاسيدي وميشيل هويسمان ودينيس غوف إلى طاقم الفيلم، وبدأ التصوير الرئيسي في نفس الشهر في مقاطعة ويكلو بأيرلندا.
عرض الفيلم لأول مرة عالميًا في مهرجان تورونتو السينمائي الدولي في 6 سبتمبر 2019. صدر في الولايات المتحدة في 3 أبريل 2020، ثم في المملكة المتحدة في 16 أكتوبر 2020.

## استقبال الفيلم
كان ثالث أعلى فيلم في الولايات المتحدة بحلول الأسبوع الثالث من صدوره.
محلي (81.6٪) 6024 دولارًا
عالميا (18.4٪) 1361 دولارًا
في جميع أنحاء العالم 7385 دولار
حصل الفيلم على تقييم قيمته 74% بناء على آراء 91 ناقد على موقع الطماطم الفاسدة، وكتب الإجماع النقدي: «إخراج ذكي لقصة امرأة شابة عند بلوغ سن الرشد تستكشف القوة التي يمكن أن تمتلكها الطوائف الدينية على أتباعها».
حصل الفيلم على تقييم قيمته 65% بناء على آراء 17 ناقد، على موقع ميتاكريتيك.

## وصلات خارجية
- مقالات تستعمل روابط فنية بلا صلة مع ويكي بيانات
- الحمل الآخر (فيلم 2019) على موقع Otherlambmovie
- الحمل الآخر (فيلم 2019) على موقع Boxofficemojo
- الحمل الآخر (فيلم 2019) على موقع Metacritic
- الحمل الآخر (فيلم 2019) على موقع Allmovie